# Pitufofonía en do
Pitufofonía en do o La orquesta pitufal o La orquesta pitufónica (Schtroumpfonie en ut en el original) es una historieta de Los Pitufos serializada por primera vez en los números 1339 a 1351 de la revista Spirou en 1963 y más tarde publicada en álbum como complemento de El Pitufísimo.

## Trayectoria editorial
En español, fue publicada por Bruguera de forma seriada en Pulgarcito y luego en álbum.
Planeta-DeAgostini la tradujo como La orquesta pitufal.

## Trama
Los pitufos van a escuchar una sinfonía, pero ésta es un fracaso porque el único músico es un flautista, así que cada pitufo decide hacer su propio instrumento musical, incluyendo uno que hace una trompeta. Al día siguiente, la orquesta toca de maravilla, pero el pitufo de la trompeta llega tarde y toca su instrumento de forma terriblemente desafinada. Tras ver que no hay nada malo en la trompeta, los otros pitufos le prestan sus propios instrumentos para que toque, pero desafina con todos ¡hasta con el triángulo!
Los demás pitufos no dejan tocar al de la trompeta, que cree que es por envidia y decide ir a practicar en el bosque. Su horrible melodía es escuchada por el brujo Gargamel, que desea vengarse de los pitufos por su derrota a manos de ellos, y al enterarse de que se trata de este pitufo, urde un plan.
Un hada se le aparece al pitufo y le entrega un instrumento mágico, el Turlusifón, que jamás desafina. Sin embargo, cuando el pitufo toca el Turlusifón en la aldea, todos los otros pitufos caen dormidos. El pitufo descubre que el hada era Gargamel disfrazado, y tras escapar del brujo, vuelve a la aldea a tratar de despertar a los pitufos del sueño mágico del Turlusifón por varios medios, sin éxito.
El pitufo decide ir a casa de Gargamel a buscar la cura del Turlusifón. Allí, se enfrenta al gato Azrael, al que duerme con el Turlusifón, y luego a Gargamel, que se tapa los oídos para no escuchar el Turlusifón y trata de huir por un tronco sobre un precipicio, pero tropieza y apenas logra sujetarse del tronco con las manos. Cuando el pitufo está a punto de tocar el Turlusifón, recuerda que el Gran Pitufo siempre dice que no hay que aprovecharse de un enemigo vencido, así que deja a Gargamel ahí y vuelve a casa del brujo a consultar sus libros. Lamentablemente, los libros dicen que no hay cura conocida para el Turlusifón. El pitufo, enfadado, patea el Turlusifón a la chimenea y se va de la casa de Gargamel.
En la aldea, toma su vieja trompeta y decide tocar un réquiem a los demás pitufos. Milagrosamente, su horrible música los despierta; nadie puede dormir con ese ruido. Por su heroísmo, los pitufos deciden aceptar en la orquesta a su salvador, pero con la precaución de usar tapones en los oídos.
- Datos: Q556792